# ماهوجني
المهجنة أو الماهوغاني أو الماهوغوني أو المُغني أو الماهون أو المهوكاني أو الكابِلي أو الكابُلي ، هو مصطلح يُستخدم بشكل عام للإشارة إلى عدة أنواع من الأخشاب المدارية الصلبة التي يغلب عليها اللون البني المائل إلى الحمرة، وتستخدم على نطاق واسع في صناعة الأثاث وبناء القوارب وغيرها من الاستخدامات التي تتطلب مواصفات عالية. ومع ذلك، توجد ثلاثة أنواع فقط من الكابيلي الحقيقي، وجميعها تنشأ أصلاً في الأمريكتين، وهي: سويتينيا ماهاغوني (Swietenia mahagoni) (L.) جاك (Jacq.) وسويتينيا ماكروفيلا (Swietenia macrophylla) كينغ (King) وسويتينيا هيوميليس (Swietenia humilis) زوكاريني (Zucc.).
ويتميز التوزيع الطبيعي لهذه الأنواع في الأمريكتين بتنوع جغرافي، حيث تنمو سويتينيا ماهاغوني في جزر البحر الكاريبي مثل جزر البهاما وفلوريدا كيز وأجزاء من فلوريدا، بينما تنتشر سويتينيا هيوميليس في المناطق الجافة على طول ساحل المحيط الهادئ في أمريكا الوسطى من جنوب غرب المكسيك حتى كوستاريكا، أما سويتينيا ماكروفيلا فتنمو في أمريكا الوسطى من يوكاتان وحتى الجنوب الغربي وتمتد إلى أمريكا الجنوبية، وتشمل بيرو وبوليفيا وأقصى غرب البرازيل. خلال القرن العشرين، حاول بعض علماء النبات تصنيف سويتينيا ماكروفيلا في أمريكا الجنوبية كأنواع منفصلة مثل سويتينيا كاندولي (S. candollei) وسويتينيا تيسمانيي (S. tessmannii)، إلا أن غالبية الخبراء يعتبرونها نوعًا واحدًا يشمل كلا المناطقين الشمالية والجنوبية.

أما أصل كلمة "مهجنة" فهو من المحتمل أن يكون تحريفًا لكلمة "m'oganwo"، الاسم الذي كان يطلقه سكان يوروبا وإيبو في غرب أفريقيا على أشجار جنس خايا القريبة الصلة من سويتينيا، وقد نُقل هذا الاسم إلى جامايكا مع العبيد الأفارقة. ورغم دحض هذا التفسير، لم يتم اقتراح أصل أكثر قبولًا حتى الآن. الاسم الأصلي المستخدم من قبل شعب الأراواك لهذه الشجرة غير معروف. أول ظهور مطبوع لكلمة مهجنة كان في عام 1671 في مطبوعة لجون أوجيلبي.

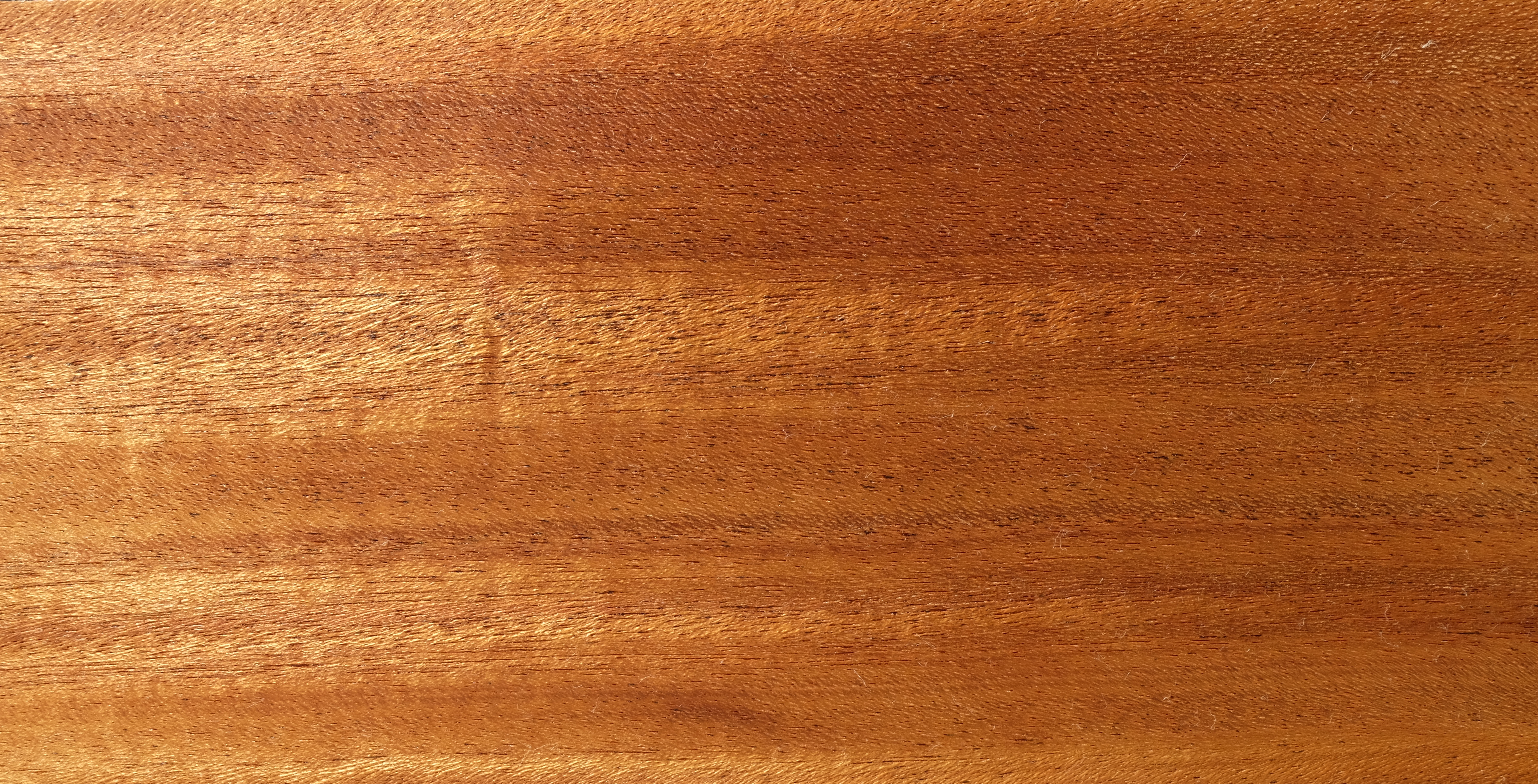
المهجنة

في البداية، اعتبر علماء النبات الشجرة نوعًا من أشجار الأرز، وتم تصنيفها في عام 1759 باسم سيدرِلا ماهاغوني (Cedrela mahagoni)، ثم في العام التالي تم نقلها إلى جنس جديد أسسه نيكولاس جوزيف جاكوين تحت اسم سويتينيا ماهاغوني.
وحتى القرن التاسع عشر، كان يُعتقد أن جميع أشجار الكابيلي تنتمي إلى نوع واحد، رغم اختلاف جودة الخشب وصفاته حسب التربة والمناخ. وفي عام 1836، وصف عالم النبات جوزيف جيرهارد زوكاريني نوعًا ثانيًا باسم سويتينيا هيوميليس بناءً على عينات من ساحل المحيط الهادئ في المكسيك، وفي عام 1886 وصف السير جورج كينج نوعًا ثالثًا باسم سويتينيا ماكروفيلا بعد دراسة عينات من الهندوراس.
اليوم، تخضع جميع أنواع سويتينيا المحمية وفقًا لاتفاقية التجارة الدولية لأنواع الحيوانات والنباتات البرية المهددة بالانقراض، مما يمنع استغلالها بشكل مفرط. وقد تم زراعة سويتينيا ماهاغوني وسويتينيا ماكروفيلا في عدة دول آسيوية، خاصة بعد فرض قيود على استيراد الخشب الأمريكي في أواخر التسعينيات، حيث تأتي الإمدادات العالمية الحالية من مزارع في الهند وبنغلاديش وإندونيسيا وفيجي.
يمكن تلقيح أنواع سويتينيا المختلفة فيما بينها عند نموها في مواقع متقاربة، وتنتشر زراعة الهجن الناتج عن تلقيح سويتينيا ماهاغوني مع سويتينيا ماكروفيلا للاستفادة من خصائص الخشب. كما تُعتبر شجرة الكابيلي الشجرة الوطنية لجمهورية الدومينيكان وبيليز، وتظهر في الختم الرسمي لدولة بيليز.
أما مصطلح "الكابيلي" فيشير أحيانًا إلى مجموعة واسعة من أنواع من عائلة ميلياسيا (Meliaceae) تشمل سويتينيا، خايا، وإنتاندروفراجما (Entandrophragma). ويباع خشب إنتاندروفراجما بأسمائه الخاصة، وأحيانًا يُضاف له لقب "مهجنة"، مثل "سيبو مهجنة" (sipo mahogany). وهناك نوع قريب جدًا يسمى كوهكوهي (Dysoxylum spectabile) في نيوزيلندا يُطلق عليه أحيانًا اسم المهجنة النيوزيلندية.
يُستخدم مصطلح "الكابيلي الأصلي" فقط لأنواع سويتينيا المهجنة، بغض النظر عن مكان زراعتها. كما يُستخدم المصطلح تجاريًا لأي خشب يُطلق عليه "الكابيلي" حتى وإن لم يكن من عائلة ميلياسيا، ويشمل ذلك أنواع خايا (الكابيلي الأمريكي) وتونا (الكابيلي الصيني).
بالإضافة إلى ذلك، تسوق تجارة الأخشاب الأمريكية عدة أنواع أخرى تُصنف أحيانًا ضمن "الكابيلي" بأسماء تجارية متعددة، أشهرها "كابيلي الفلبين"، والذي في الواقع ينتمي إلى جنس شوريا (Shorea) من فصيلة ديبتيروكارباسي (Dipterocarpaceae)، ويُعرف أيضًا باسم لاوان (Lauan) أو ميرانتي (Meranti).